# Vladimir Ilijev
Vladimir Ilijev (bulgariska: Владимир Илиев), född 17 mars 1987 i Trojan, är en bulgarisk skidskytt som debuterade i världscupen i skidskytte år 2006. Han vann silver i distanstävlingen vid Världsmästerskapen i skidskytte 2019.
Ilijev tävlar för klubben Ajaks Trojan, och har varit en del av Bulgariens skidskyttelandslag sedan år 2004. Han har vunnit guld i Balkanmästerskapen två gånger, bägge år 2008 i Băile Harghita i Rumänien. Hans hittills bästa resultat i världscupen kom den 13 december 2012, då han i Pokljuka i Slovenien slutade sexa i sprinten. Hans bästa resultat innan dess var en 16:e plats på distansloppet i Ruhpolding säsongen 2011/2012.